# 한지붕 세가족
《한지붕 세가족》은 1986년 11월 9일부터 1994년 11월 13일까지 방영된 문화방송 일요아침드라마로, 서울을 배경으로 이웃들이 서로 갈등하고 화해하면서 평범하게 살아가는 이야기를 담은 코믹 터치 시츄에이션이다.
8년이 넘는 기간 동안 150여 명의 연기자가 거쳐 갔다. 임현식, 박원숙, 심양홍, 현석, 강남길, 최주봉 등은 서민 연기자의 대표적 인물로 부각되었고 전국민의 인기를 얻었다. 심은하, 김혜수, 차인표, 한석규, 감우성, 김원희 등이 신인 시절에 거쳐 갔던 드라마이다.

## 등장 인물

### 시즌 1

#### 백장미네
- 현석(백승태) : 과거 집주인, 은행원 대리, 병태 친형, 장미 아빠
- 윤순홍(백병태) : 백승태 동생, 지 여사 시동생, 백장미 삼촌
- 오미연(지 여사) : 승태 아내, 장미 엄마, 병태 형수
- 최정화(백장미) : 승태 부부 외동딸, 병태 조카

#### 순돌네
- 임현식(최경호) : 순돌 아빠, 숙희 남편, 순돌 아빠
- 박원숙(박숙희) : 순돌 엄마, 경호 부인, 순돌 엄마
- 이건주(최순돌) : 경호 부부 외아들

#### 석이네
- 심양홍(민요섭) : 만화가, 혜정 남편, 민석 아빠, 혜원 형부
- 김애경(혜정) : 요섭 아내, 패션 디자이너, 혜원 언니
- 강문영(혜원) : 혜정 동생, 민요섭 처제, 민석 이모
- 이종민(민석) : 요섭의 외아들, 혜원 조카

#### 만수네
- 최주봉(장주봉) : 만수 아빠, 세탁소 주인, 아내 가출 후 홀로 외아들을 키웠다
- 육동일(장만수) : 장주봉 외아들

#### 그 외 인물
- 서권순, 김홍석, 서재경, 윤창우, 이영호, 이의정, 감우성

### 시즌 2

#### 현주네
- 임채무(임동만 차장) : 집주인, 임현주 아빠, 윤 여사 남편, 윤봉수 매형
- 윤미라(윤 여사) : 임동만 부인, 현주 엄마, 윤봉수 누나
- 엄유신(윤 여사 동생) : 현주 이모
- 강남길(윤봉수) : 윤 여사 동생, 임동만 처남, 현주 외삼촌
- 차주옥(팽말자) : 봉수의 아내, 현주의 외숙모. 큰손으로 유명한 장영자를 자부
- 이정길(현주 이모부) : 새 집주인
- 송정림(임현주) : 임동만 부부 외동딸, 윤봉수 외조카
- 김영배(팔복)
- 박순애(똘이 엄마)
- 이효정(만덕) : 똘이 아빠
- 이영범(영범) : 혜숙 연인, 대학원생
- 김혜수(혜숙) : 영범 연인, 영범하고 같은 신분
- 장항선(병태 아빠)
- 권재희(병태 엄마)
- 정명현(병태)
- 정혜선(윤 여사의 어머니)
- 유퉁(유퉁)
- 남윤정(미용실네)
- 강미(오복이 엄마)
- 임대호(때보)
- 김원희(정길 큰딸)
- 김수정(정길 둘째 딸)
- 권은아(슈퍼주인)
- 이대원(슈퍼집 아들)
- 김호영, 서권순, 신윤정, 양동근, 윤석, 윤석오, 이연경, 임민우, 정상배, 홍순창

### 시즌 3
- 현석(만석) : 집주인
- 김혜영(만석 아내)
- 양미경(유난희) : 지희 언니
- 심은하(유지희) : 난희 동생
- 한석규(진우) : 컴퓨터 프로그래머
- 음정희(미혜) : 진우의 아내, 대학원생
- 박규채(숙부)
- 나문희(숙모)
- 정명환(만금) : 만석 동생
- 이시은(순임)
- 송경철(억수) : 미리 남편
- 견미리(미리) : 억수 아내
- 박주미(임지애)
- 주슬기(옥이)
- 최미향(숙미) : 숙자 여동생
- 오승룡(숙자 아빠)
- 김웅철, 김해숙, 노희지, 변희봉, 사미자, 윤문식, 윤여정, 이일화, 이현경, 이호재, 최상진, 이정후, 장동건, 유태웅, 이민영, 홍세은

## 제작진
- 보조출연 : 한국예술
- 야외촬영 : 이재호
- 야외조명 : 홍기선
- 음악 : 최성욱
- 조명감독 : 금기우
- 카메라감독 : 박영채
- 기술감독 : 조위식
- 진행 : 이근항
- 기록 : 조은경
- 조연출 : 남궁찬
- 연출 : 정인, 정지훈
- 틀제작 : MBC 애드컴

## 참고 사항
- 초기에는 늦은 아침 시간대를 시청률이 낮았지만, 초반기부터 아침 시간을 변경되자, 높은 시청률이 인기를 얻었다. 후반기 이후에는 인기가 갈수록 떨어지자, 1994년 11월 소재 고갈로 인해 프로그램을 폐지하였다.

## 같이 보기
- 응답하라 1988

| 문화방송 일요아침드라마 | 문화방송 일요아침드라마                            | 문화방송 일요아침드라마                |
| 이전 작품               | 작품명                                             | 다음 작품                              |
| ----------------------- | -------------------------------------------------- | -------------------------------------- |
| 신설                    | 한지붕 세가족 (1986년 11월 9일 ~ 1994년 11월 13일) | 짝 (1994년 11월 20일 ~ 1998년 1월 4일) |